# سامح شريف
سامح شريف (26 سبتمبر 1986 بالقاهرة في مصر - ) هو لاعب كرة قدم مصري في مركز الدفاع. لعب مع زالايغيرزيغي تورنا إغيليت.